# مئذنة كوتلوج تيمور
مئذنة كوتلوج تيمور هي مئذنة في كهنه غرغانج في شمال تركمانستان وآسيا الوسطى.بُنيت في عام 1011 خلال سلالة الخوارزميين. يبلغ ارتفاع المئذنة 60 مترًا بقطر 12 مترًا في القاعدة و 2 مترًا في الأعلى. في عام 2005 ، تم إدراج أطلال جرجانية القديمة حيث صُنفت المئذنة في قائمة اليونسكو لمواقع التراث العالمي.
تنتمي مئذنة كوتلوج تيمور إلى مجموعة من حوالي 60 مئذنة وأبراج بنيت بين القرنين الحادي عشر والثالث عشر في آسيا الوسطى وإيران وأفغانستان بما في ذلك مئذنة جام بأفغانستان.
بناءً على أعمال الطوب المزخرفة، بما في ذلك النقوش الكوفية ، يُعتقد أن المئذنة هي بناء سابق ولكن كوتلوج تيمور رممها حوالي عام 1330.

## معرض الصور

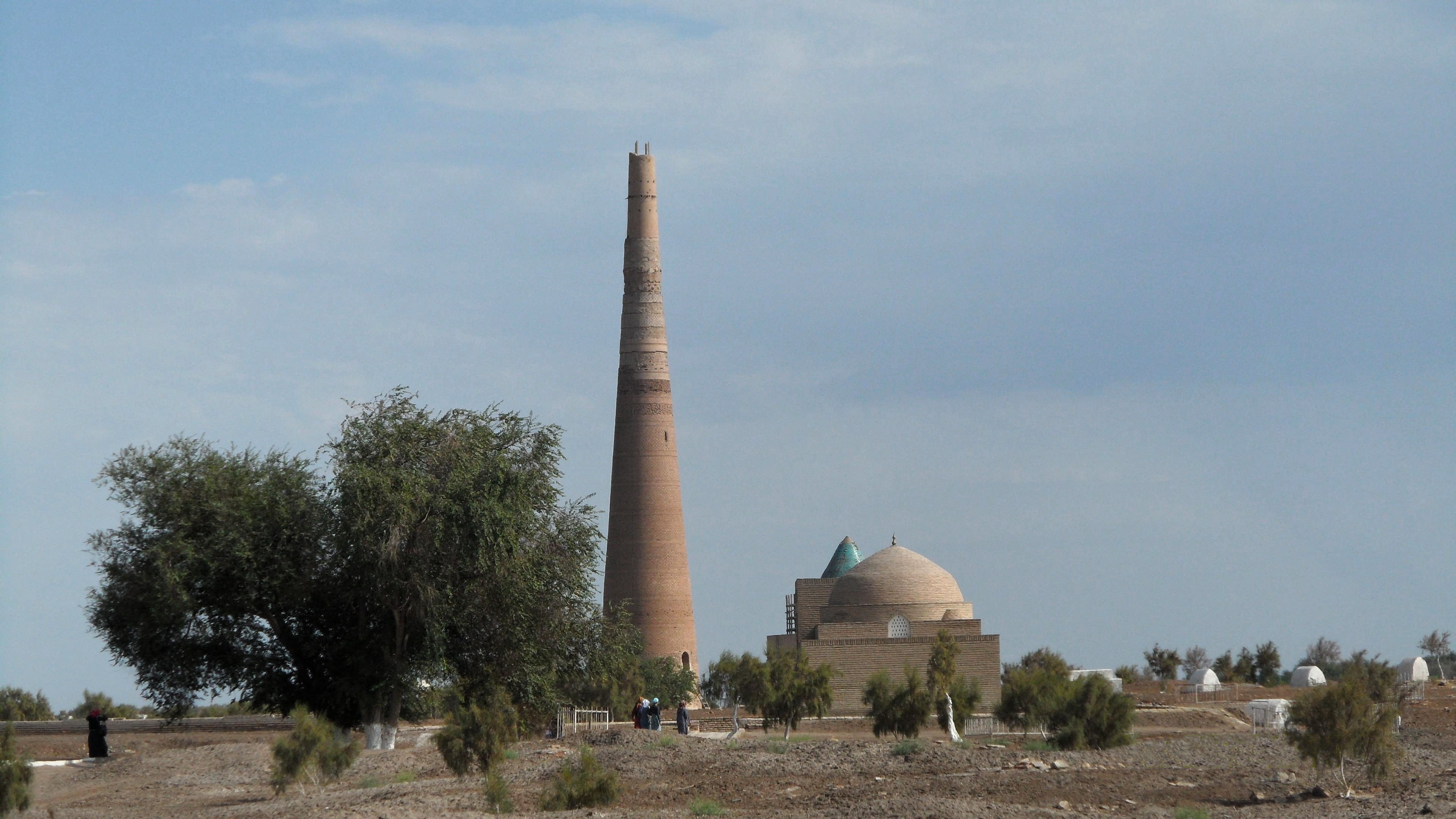
مئذنة كوتلوج تيمور مع أطلال كهنه غرغانج في سبتمبر 2011.
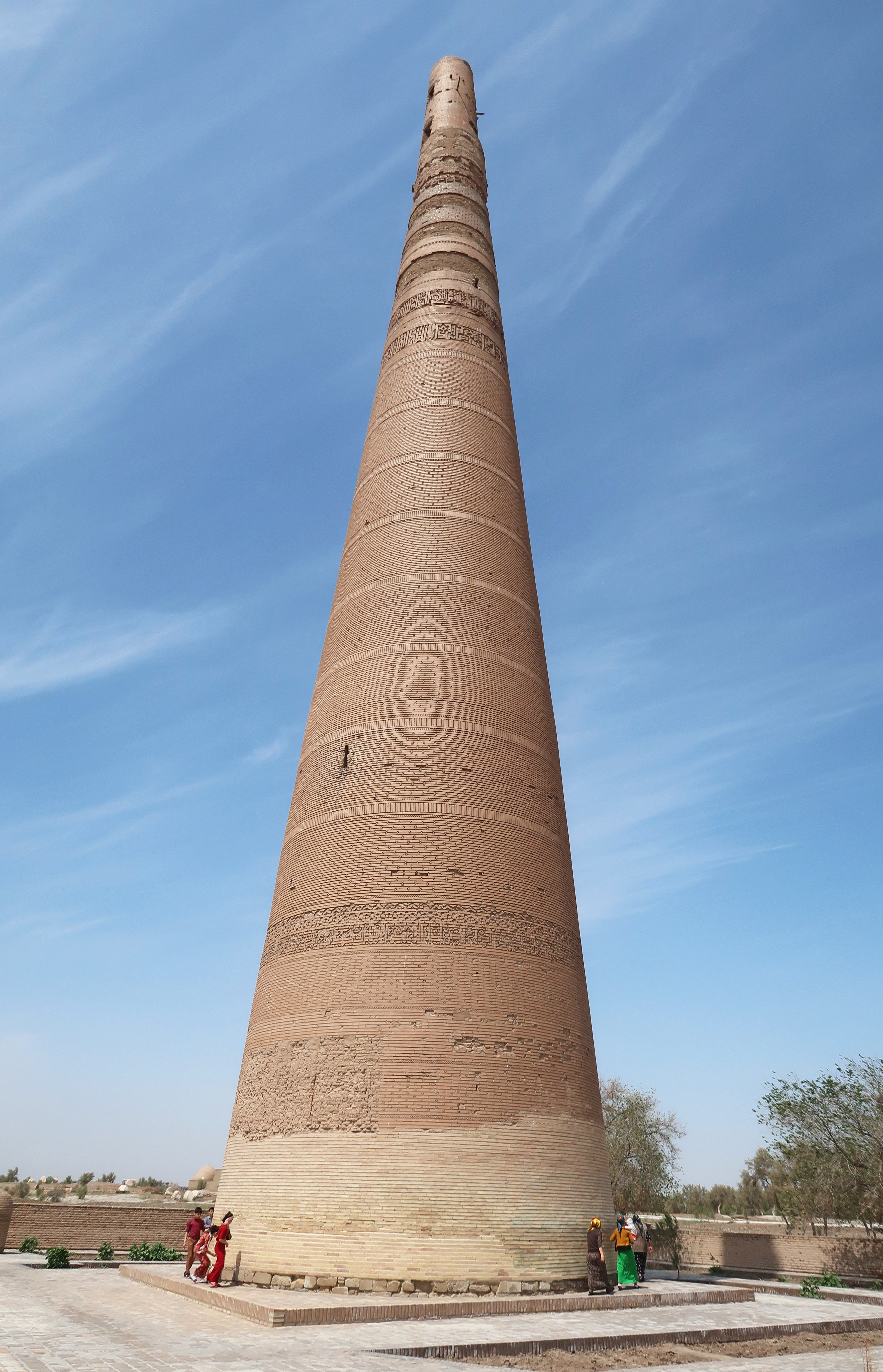
مئذنة كوتلوج تيمور - صورة مقربة
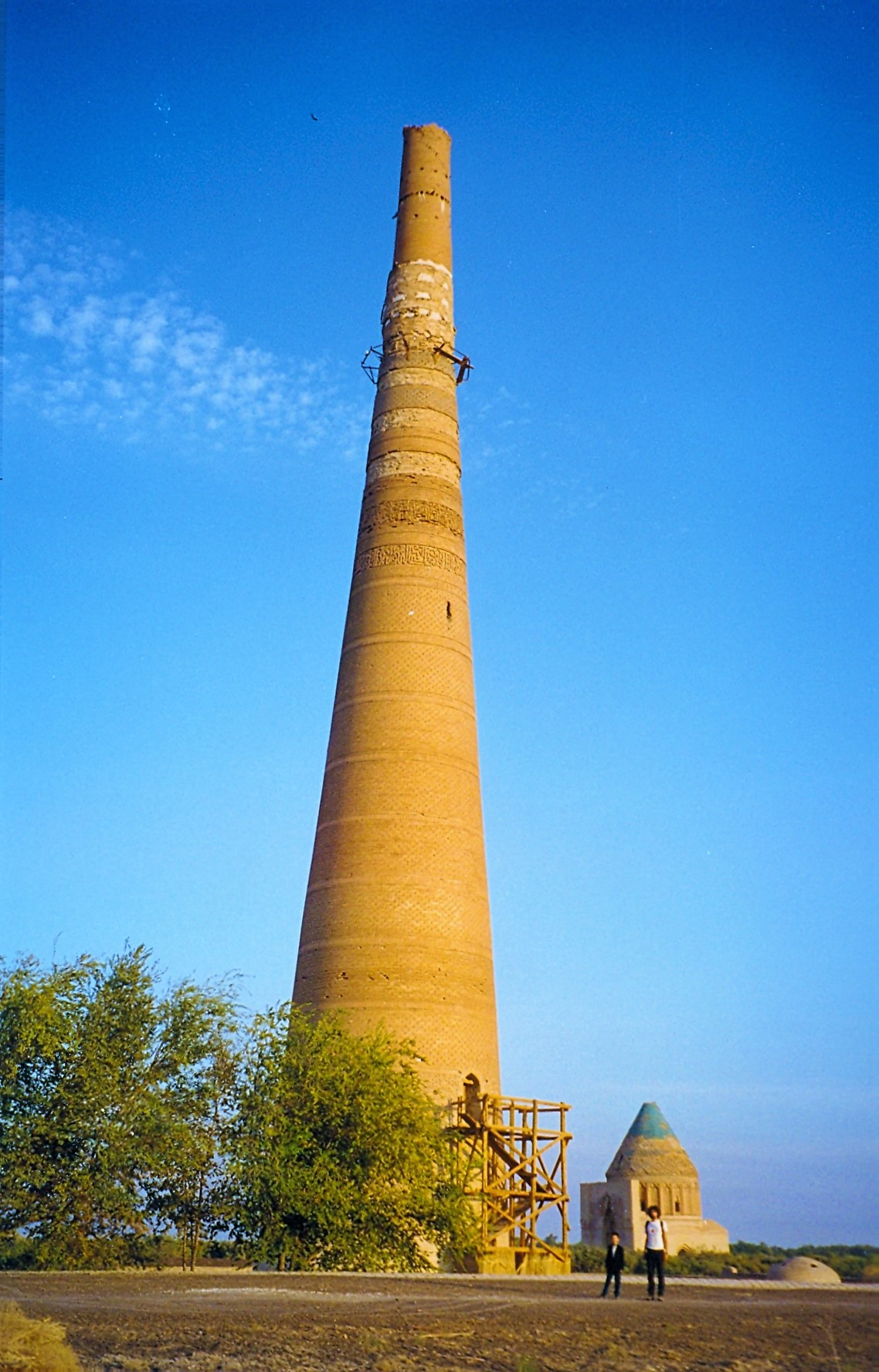
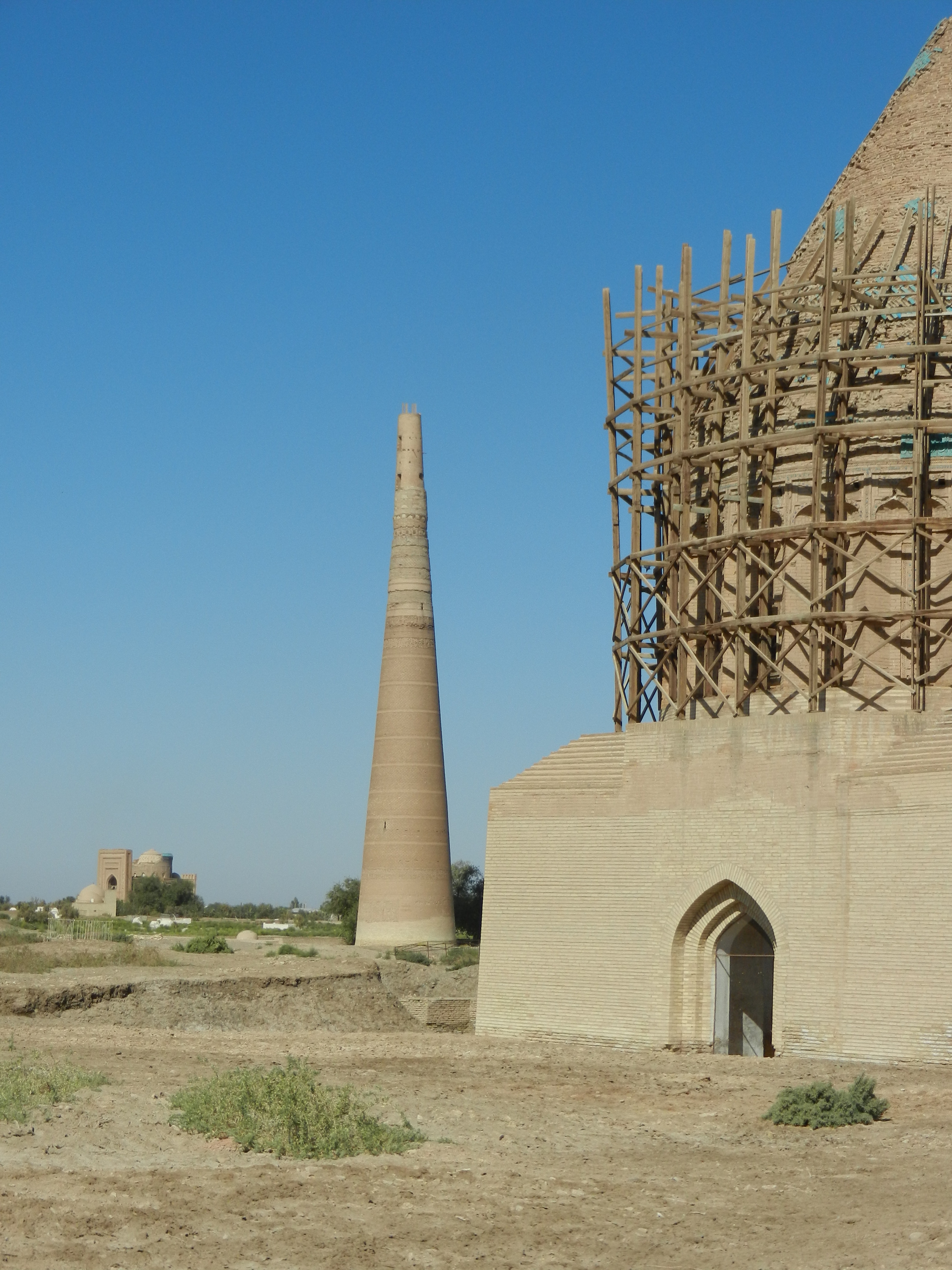
مئذنة كوتلوج تيمور وأحد الأضرحة قيد الترميم